# Oistins
Oistins ('ȯis-tins, UN/LOCODE: BB OST) ist ein Küstenstrich im Inselstaat Barbados im Atlantik. Das Gebiet liegt zentral an der südlichen Küste des Parish Christ Church. Zum Gebiet gehört ein Fischerdorf und eine Touristenviertel mit einer Anzahl von Bars, Rumshops und Einkaufs-Arkaden.

## Etymologie
Richard Ligon, einer der ersten Historiker von Barbados, nimmt an, dass der Name „Oistins“ auf den Namen „Austin’s“ zurückgeht. Demnach war „Austin“ ein früher Landbesitzer in diesem Gebiet, ein „wilder, verrückter, trunksüchtiger Bursche, dessen unanständiges und extravagantes Verhalten ihn auf der Insel negativ bekannt machte“ („a wild, mad, drunken fellow whose lewd and extravagant carriage made him infamous in the island“).
Der Name „Oistin“ ist jedoch auch aus den Annalen und Fragmentary Annals of Ireland aus Irland und den schottischen Highlands bekannt. Es handelt sich dort möglicherweise um eine gaelification des altnordischen Namens Thorstein. Oistin wird als Name noch heute in Irland benutzt.

## Geschichte
Oistins wurde in der Geschichte bekannt als Unterzeichnungsort des Treaty of Oistins (Barbados Charter), welcher wohl am Ort des heutigen Mermaid’s Inn am 17. Januar 1652 unterzeichnet wurde. Der Vertrag beendete den Konflikt zwischen den Kolonialen Siedlern von Barbados und dem Commonwealth of England um die Rechte der Barbader zum Handel mit den spanisch kontrollierten Niederlanden, unter anderen Forderungen. Danach wurde Oistins der Ort dür die Anglican Parish Church of Christ Church, das Christ Church District Hospital und die Barbados Coast Guard Submarine Station. In nächster Nähe hatten viele Arbeiter von Gerald Bulls High Altitude Research Project (Project HARP) ihre Unterbringungen.

## Tourismus
Seit dem Ende des 20. Jahrhunderts gibt es die Tradition, dass Touristen in Oistins am Freitag abend (teilweise auch am Samstag) mit Einheimischen zum Fish Fry and „lime“ zusammenkommen. In zahlreichen Lokalen werden Fischgerichte serviert und es besteht die Möglichkeit zu tanzen. Das Gebiet liegt sehr günstig in der Nähe zahlreicher Hotels und Strände, wie der Miami Beach.

### Plane spotting
Der Strand von Oistins liegt in der Einflugschneise des Grantley Adams International Airport und gilt als beliebter Standort für Aircraft Spotting (Flugzeugbeobachtung/Fotografie). Das Gebiet dient in kleinem Umfang auch als Hafen und als Umschlagplatz für Treibstoff.